# Patro (les)

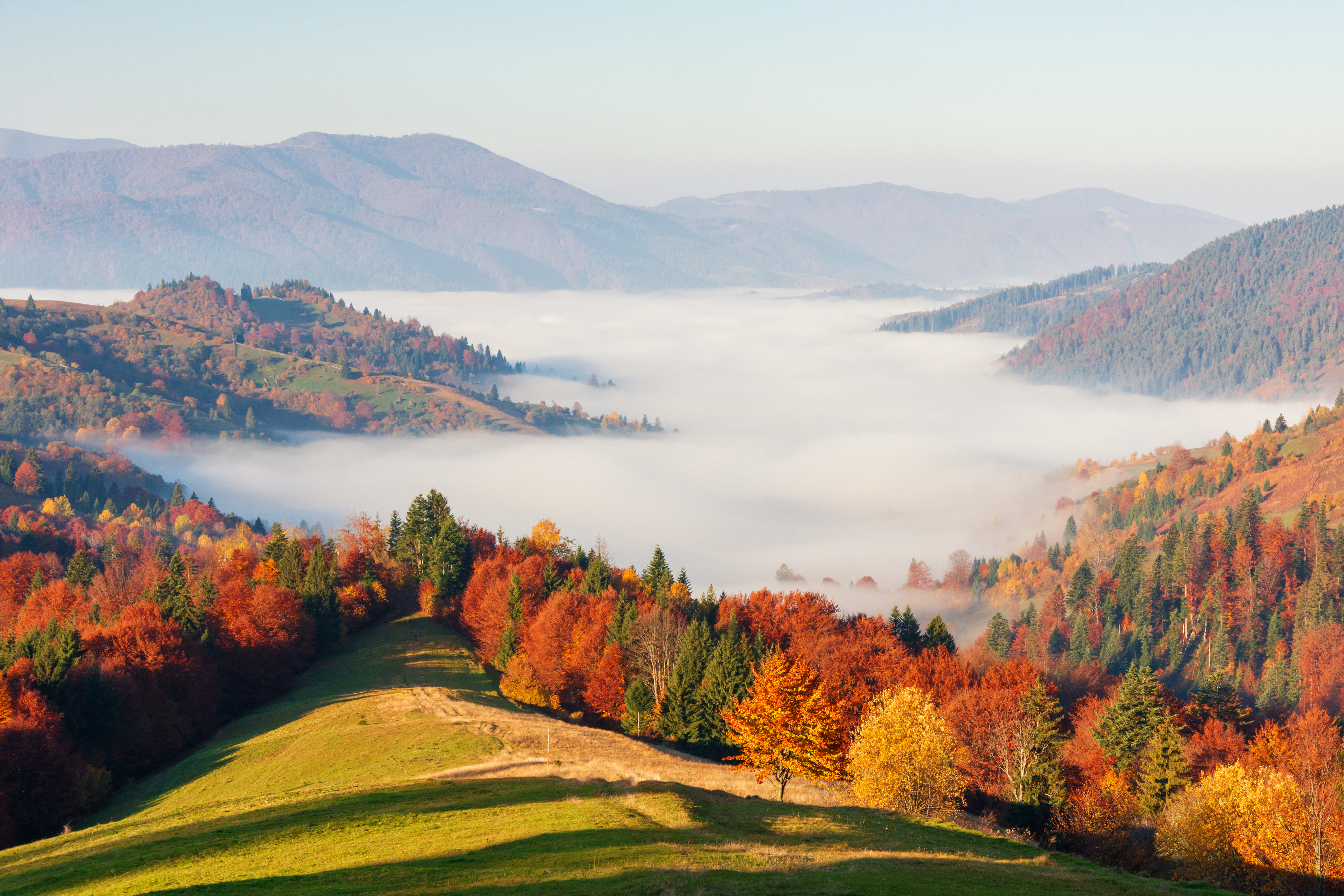
Lesy v rezervaci Siněvyr.

Patro je název pro dílčí jednotku vertikální struktury vegetace. Obecně pojmem patro označuje tu část rostlinného společenstva, která dosahuje stejné, resp. podobné výšky.
Lze tak rozlišit porosty jednopatrové (např. porost lišejníků na skále) až mnohapatrové (např. tropický deštný prales). V Evropě se v rostlinné ekologii zpravidla užívá rozdělení do 4 základních pater:
- E3 – stromové patro – vegetace dosahující nad 5 m
- E2 – keřové patro – vegetace dosahující výšky 1 až 5 m
- E1 – bylinné patro – veškerá bylinná vegetace a dřevinná vegetace nedosahující výšky 1 m
- E0 – mechové patro – mechy a lišejníky, rašeliník
- K1,2,3 – kořenové patro – všechny kořeny a dolní části rostlin

Patra slouží nejen k popisu struktury rostlinných společenstev, ale jsou na ně vázány i mnohé živočišné druhy, např. bezobratlí nebo ptáci. Rozvrstvení živočišných společenstev do různých pater totiž výrazně omezuje mezidruhovou kompetici a je jedním ze základních mechanismů kompetičního vyloučení.